# Ronneby gamla vattentorn

Ronneby gamla vattentorn är ett vattentorn i Ronneby som uppfördes 1902 av firman C.E. Bergmans träförädlingsfabrik på uppdrag av Ronneby stad. Tornet är ritat i nationalromantisk stil av arkitekterna Carl Westman och Erik Josephson och ingår i ett tekniskt sammanhang med stadens gamla elverk som även fungerade som vattenverk och pumpade dricksvatten till tornet. Tornet är beläget på en höjd kallad Pepparbacksberget nordöst om Ronneby stadskärna där staden redan i slutet av 1930-talet planerade att detta skulle ingå i en ny stadsdel med bostäder och en parkanläggning kallad Tornparken. Tornet ägs idag av artisten Frej Larsson och är utpekat som kulturhistoriskt värdefullt i gällande detaljplan.